# Platja de la Fonollera
La platja de la Fonollera, també anomenada platja de la Gola, platja de la Gola del Ter, o platja de Mas Pinell, és una platja semi-natural del municipi de Torroella de Montgrí —entre les desembocadures del Ter, al nord, i del Rec del Molí, al sud— i constitueix el sector central de la badia de Pals. Orientada a l'est, té una longitud de 1.931 m i una amplada mitjana de 59 m, formada per sorres mitjanes, fines i graves. El pendent d'entrada a l'aigua és molt fort. Pren el nom de la Fonollera, que és un turonet proper on hom hi ha suposat l'existència d'un poblat prehistòric.
Per aquesta platja passa el sender de gran recorregut GR-92, que baixa pel riu Daró i, després de recórrer un tram de la platja, torna a pujar pel riu Ter. Just darrere la platja s'hi troben, de sud a nord, la urbanització Mas Pinell, un càmping i les maresmes que resten del que havia estat una albufera, amb vegetació de tamarius a prop de la sorra. Segons el diari La Vanguardia, seria una de les catorze millors platges del litoral català.
L'Agència Catalana de l'Aigua efectua un control setmanal de la qualitat de l'aigua, durant la temporada de bany, amb el resultat d'excel·lent.
L'Ajuntament de Torroella de Montgrí n'ha restaurat les dunes amb l'ajut de la Diputació de Girona. També la netegen equips de voluntaris. S'hi practica el nudisme, tot i no ser una platja nudista, també el wind-surf i el surf, mentre que s'hi desaconsella la navegació, per la inestabilitat dels fons marins, a causa de les desembocadures fluvials.
L'any 2007, un ultralleuger hi va haver de fer un aterratge d'emergència, sense que s'hi produís cap ferit.